# Найнитал
Найнитал (хинди नैनीताल, англ. Nainital) — город в индийском штате Уттаракханд, административный центр региона Кумаон и входящего в него округа Найнитал.

## Географическое расположение
Город расположен в предгорье Гималаев на высоте около 2 000 м над уровнем моря в глубокой долине около озера. Город окружают несколько гор, из которых самые высокие — Найна (2 615 м) на севере, Деопатха (2 438 м) на западе и Аярпатха (2 278 м) на юге.

## Образование
На протяжении более чем века Найнитал был известен своими школами. В городе до сих пор действуют четыре школы британского периода. В Найнитале расположен один из двух кампусов Кумаонского университета, основанного в 1973 году.

## Известные люди, связанные с Найниталом
- Джим Корбетт — охотник на тигров-людоедов, писатель, защитник природы.
- Гастингс Лайонел Исмей — первый генеральный секретарь НАТО.
- Амитабх Баччан — актёр Болливуда.

## Фотографии
- Озеро в Найнитале
- Найнитал в 1885 году